# Kunratice u Frýdlantu
Kunratice (deutsch Kunnersdorf bei Friedland) ist eine Gemeinde in Tschechien. Sie liegt vier Kilometer westlich von Frýdlant an der polnischen Grenze und gehört zum Okres Liberec.

## Geographie
Kunratice erstreckt sich im Isergebirgsvorland (Frýdlantská pahorkatina) linksseitig der Smědá an deren Zufluss Kunratický potok (Kunnersdorfer Bach). Nördlich des Dorfes erheben sich der Pahorek (327 m) und Liščí vrch (288 m), im Osten der Kamenný vrch (342 m), südlich Hájky (413 m), Ptačí vrch (403 m) und Vraní vrch (372 m), im Westen der Pískový vrch (345 m) und die Abraumhalden des polnischen Tagebaus Turów.
Nachbarorte sind Strzegomice und Víska im Norden, Údolí und Harta im Nordosten, Frýdlant im Osten, Větrov, Zátiší und Polní Domky im Südosten, Dětřichov und Heřmanice im Süden, Markocice und Bogatynia im Südwesten sowie Zatonie im Nordwesten.

## Geschichte
Die erste schriftliche Erwähnung von Kunnersdorf erfolgte im Jahre 1377, zugleich wurde auch die Kirche Aller Heiligen als Plebanie genannt. Durch das zur Herrschaft Friedland gehörige Dorf an der Grenze zur Oberlausitz führte die Hohe Straße von Zittau nach Friedland. Im 16. Jahrhundert war die Bevölkerung evangelisch geworden und im Zuge der nach dem Dreißigjährigen Krieg einsetzenden Gegenreformation wanderten große Teile der Bewohner in die benachbarte protestantische Oberlausitz aus. In der berní rula von 1654 sind für Kunnersdorf 44 Anwesen ausgewiesen, von denen 35 verlassen und unbewirtschaftet waren. In der Zeit von 1679 bis 1680 fand der aufrührerische Schmied Andreas Stelzig aus Rückersdorf weite Unterstützung durch die Kunnersdorfer Untertanen.
Im Jahre 1833 bestand das Dorf aus 100 Häusern und hatte 531 Einwohner. Nach der Aufhebung der Patrimonialherrschaften bildete Kunnersdorf eine politische Gemeinde im Gerichtsbezirk Friedland bzw. Bezirk Friedland. 1876 entstand unter Leitung von Heinrich Pfeifer die Freiwillige Feuerwehr. Im Jahre 1900 bewohnten 833 Menschen die 142 Häuser des Dorfes. Im selben Jahre nahm die Schmalspurbahn Friedland-Hermsdorf den Verkehr auf, ihre Strecke verlief am südlichen Ortsausgang. 1930 hatte Kunnersdorf 642 Einwohner. Nach dem Münchner Abkommen wurde die Gemeinde 1938 dem Deutschen Reich zugeschlagen und gehörte bis 1945 zum Landkreis Friedland. 1939 hatte Kunnersdorf 599 Einwohner. Nach dem Zweiten Weltkrieg begann die Vertreibung der deutschen Bevölkerung. Nach der Auflösung des Okres Frýdlant wurde die Gemeinde 1961 dem Okres Liberec zugeordnet. Die Schmalspurbahn Frýdlant–Heřmanice wurde 1976 stillgelegt. 1980 erfolgte die Eingemeindung nach Frýdlant und seit 1993 besteht die Gemeinde wieder.

## Ortsgliederung
Für die Gemeinde Kunratice sind keine Ortsteile ausgewiesen.

## Sehenswürdigkeiten
- Allerheiligenkirche
- Wasserkraftwerk Harta an der Smědá